# Мрежова сигурност
Мрежовата сигурност се състои от разпоредби и вътрешноорганизационни политики, възприети и прилагани от мрежови администратор с цел превенция и наблюдение на неоторизиран достъп, злоупотреба, модификация или предизвикване на отказ на услуга на компютърна мрежа и ресурси, които са мрежово достъпни. Мрежовата сигурност включва оторизацията на достъп до данни в мрежата, които са контролирани от мрежови администратор. Потребителите използват или имат приписано ID (идентификация) и парола, или друг тип автентизираща информация, която им позволява достъп към информация или програми, които са от тяхното ниво на упълномощеност. Мрежовата сигурност покрива разнообразие от компютърни мрежи, както публични, така и частни, които са използвани за ежедневни действия и дейности като трансакции и комуникация между бизнеси, правителствени институции и агенции, и отделните домашни потребители в мрежата. Мрежите могат да бъдат частни, като например вътре в дадена компания, но други могат да бъдат отворени за публичен достъп. Мрежовата сигурност е включена в организации, предприятия и други видове институции. Тя е насочена към това, което се подразбира от наименованието ѝ, а именно гарантиране на сигурността на дадена мрежа, както и защита и наблюдение на операциите, които са извършвани в нея. Най-честият и прост начин за защита на мрежовите ресурси е чрез задаване на уникално потребителско име и парола за потребителите.

## Концепции на мрежовата сигурност
Мрежовата сигурност обикновено започва с автентикация на потребителя обикновено чрез потребителско име и парола. Тук типовете автентикация са еднофакторна (с парола, която потребителят знае), двуфакторна (с допълнителен донгъл или банкова карта или мобилен телефон), а при трифакторната автентикация се използва и самият потребител, чрез негови биометрични данни – пръстов отпечатък или сканиране на ретината.